# Gyrtona lophota
Gyrtona lophota är en fjärilsart som beskrevs av Turner 1909. Gyrtona lophota ingår i släktet Gyrtona och familjen nattflyn. Inga underarter finns listade i Catalogue of Life.